# Mario Borghezio
Mario Borghezio (n. 3 decembrie 1947, Torino, Italia) este un om politic italian, membru al Parlamentului European în perioada 1999-2004 din partea Italiei.